# Deborah Hill
Deborah Hill (ur. 12 czerwca 1978) – australijska judoczka. Startowała w Pucharze Świata w 2010 i 2011. Srebrna medalistka mistrzostw Oceanii w 2010 i 2011. Mistrzyni Australii w 2001 roku.